# NGC 3859
NGC 3859 (другие обозначения — UGC 6721, MCG 3-30-91, ZWG 97.122, IRAS11423+1943, PGC 36582) — галактика в созвездии Лев.
Этот объект входит в число перечисленных в оригинальной редакции «Нового общего каталога».
В галактике вспыхнула сверхновая SN 2014U типа II, её пиковая видимая звездная величина составила 18,9.
Галактика NGC 3859 входит в состав группы галактик NGC 3861. Помимо NGC 3859 в группу также входят ещё 14 галактик.